# Air frais
Albums de Riké
Vivons !
Air frais est le premier album en solo de Riké, une des voix de Sinsemilia. Il est sorti le 27 mai 2003 chez Warner Music. Tiken Jah Fakoly participe au titre Réveillez-vous.

## Liste des Chansons
| No  | Titre                                  | Durée |
| --- | -------------------------------------- | ----- |
| 1.  | I storikeagge                          | 3:07  |
| 2.  | Anonymes                               | 3:42  |
| 3.  | Sur le fil                             | 2:55  |
| 4.  | L'Addition                             | 2:55  |
| 5.  | Mes emmerdes                           | 3:06  |
| 6.  | Te regarder dormir                     | 4:47  |
| 7.  | Réveillez-vous (avec Tiken Jah Fakoly) | 4:03  |
| 8.  | Perdue                                 | 4:08  |
| 9.  | Air frais                              | 4:03  |
| 10. | J'tenvie                               | 3:14  |
| 11. | Advienne que pourra                    | 3:54  |
| 12. | À mes Sinse                            | 3:47  |